# Jon Amiel
Pour les articles homonymes, voir Amiel.
Jon Amiel est un producteur et réalisateur britannique, né le 20 mai 1948 à Londres (Royaume-Uni). Son plus grand succès est Haute Voltige avec Sean Connery et Catherine Zeta-Jones. Il a aussi réalisé Sommersby qui est le remake du Retour de Martin Guerre.

## Filmographie

### Comme réalisateur

#### Cinéma
- 1989 : Queen of Hearts
- 1990 : Tante Julia et le scribouillard (Tune in Tomorrow...)
- 1993 : Sommersby
- 1995 : Copycat
- 1997 : L'Homme qui en savait trop... peu (The Man Who Knew Too Little)
- 1999 : Haute Voltige (Entrapment)
- 2003 : Fusion (The Core)
- 2009 : Création (Creation)

#### Télévision
- 1977 : Lieve juffrouw Rosenberg, waarde Mr. Koonig
- 1985 : The Silent Twins
- 1985 : Tandoori Nights (série)
- 1986 : The Singing Detective (feuilleton)
- 2005 : Eyes (pilote série)
- 2012: The Borgias (Showtime)
- 2016 : Marco Polo (réalisation, 2 épisodes)
- 2019 : Carnival Row (réalisation, 2 épisodes)

### Comme producteur
- 1999 : Simplement irrésistible (Simply Irresistible)